# 大阪市立此花図書館
大阪市立此花図書館（おおさかしりつこのはなとしょかん）は、大阪府大阪市にある公立の図書館。大阪市立図書館のうち此花区にある地域図書館（分館）。

## 施設概要
- 開館：1977年（昭和52年）11月1日
- 延床面積：832.64平方メートル
- 閲覧室：430平方メートル

（図書館は2階、1階は老人福祉センター・区民ホール）

## 開館時間
- 火曜日 - 金曜日：10時 - 19時
- 土曜日、日曜日、祝日：10時 - 17時

## 休館日
- 月曜日（祝日の場合は開館）
- 毎月第3木曜日
- 年末年始
- 蔵書点検期間

## 所蔵
- 図書：70,916冊[1]
- 雑誌：86タイトル
- 新聞 ：14紙
- DVD：208枚
- ビデオ：339本

（2019年3月31日現在）

## 貸出
- 1人15冊まで（うち、CD・DVD・カセットは5点まで）15日間[2]

## アクセス
- 阪神なんば線 千鳥橋駅